# Michael Bogdanov
Michael Bogdanov, all'anagrafe Michael Bogdin (Neath, 15 dicembre 1938 – Paro, 16 aprile 2017) è stato un regista teatrale gallese.

## Biografia
Nato in una famiglia ebraica in Galles, Michael Bogdanov studiò al Trinity College di Dublino. Durante gli anni sessanta lavorò per a RTÉ, producendo e dirigendo per la televisione irlandese e poi gallese.
Successivamente diresse otto allestimenti per la Royal Shakespeare Company, tra cui un acclamato revival de La bisbetica domata che gli valse il Laurence Olivier Award per la miglior regia nel 1979. Dal 1980 al 1988 fu regista associato del National Theatre, per cui diresse quindici drammi, tra cui The Romans in Britain, per cui fu citato in giudizio da Mary Whitehouse.
Durante gli anni 80 Bogdanov lavorò ampiamente sulle scene internazionali, dirigendo Amleto all'Abbey Theatre, Romeo e Giulietta al Teatro Imperiale di Tokyo e Misura per misura a Stratford. Prolifico regista d'opera, diresse Montag aus Licht al Teatro alla Scala e Giulio Cesare alla Deutsches Schauspielhaus.
Nel 1986 fondò con l'attore Michael Pennington l'English Shakespeare Company, di cui fu co-direttore artistico. Con la neofondata compagnia Bogdanov concepì e diresse The Wars of the Roses, un adattamento del ciclo dei sette drammi storici shakespeariani. Per The Wars of the Roses vinse il suo secondo Laurence Olivier Award e negli anni novanta continuò a dirigere per l'English Shakespeare Company allestimenti di Coriolano, Il racconto d'inverno e La tempesta.
Sempre durante gli anni novanta tornò a dirigere su scala internazionale, curando allestimenti di Hair a Londra (1993), Beowulf al Teatro Reale Danese (1994) e Peer Gynt (1995) e Macbeth (1999) a Monaco e Timone d'Atene a Chicago (1999). Nei primi anni duemila la sua attività si concentrò prevalentemente in Galles, dove diresse opere di autori locali e revival dei musical Fiddler on the Roof, West Side Story e My Fair Lady. Nella seconda metà degli anni 2000 lavorò prevalentemente in Germania, dove diresse apprezzati allestimenti di Aspettando Godot, Il servitore di due padroni, Frost/Nixon e Sogno di una notte di mezza estate.
Morì sull'isola di Paro nel 2017, stroncato da un infarto all'età di settantotto anni.